# Von Deutscher Baukunst
In dem Text „Von Deutscher Baukunst“ aus dem Jahr 1773, der dem Erbauer des Straßburger Münster, Erwin von Steinbach, gewidmet ist, beschreibt Johann Wolfgang Goethe seine Auffassung von wahrer Kunst und seinen Geniebegriff, welche er durch das Werk Steinbachs verdeutlicht.

## Inhalt
Goethe beginnt mit einer Würdigung von Steinbachs Werk, indem er den Gedanken verwirft, Steinbach aus Ehrerbietung ein Denkmal zu bauen, da er sich durch den Bau des Münsters bereits selbst ein Denkmal geschaffen habe.
Als Goethe das erste Mal das Münster sah, war er von dem allgemein geltenden Vorurteil, alles, was gotisch ist, sei von willkürlichen Verzierungen erdrückt und überladen, eingenommen. Gotisch war für ihn, wie für die meisten seiner Zeitgenossen, alles, was sich nicht mit seiner Auffassung von Kunst vereinbaren ließ. Dieses Urteil wurde von seinen unerwarteten Empfindungen beim Anblick des Münsters entkräftet. Der Eindruck, dass alle Einzelheiten miteinander harmonierten, erfüllte seine Seele, und das Münster wirkte auf ihn wie etwas von Göttern Erschaffenes für die Ewigkeit. Somit wäre gotisch für Goethe kein passender Begriff, da er bei diesem Kunstwerk nicht genügend Ehrerbietung erzeuge.
Nach Goethes Ansicht war Steinbach der Erste, dem es gelang, bei einem Kunstwerk unzählige Einzelheiten zu einem harmonisierenden Ganzen zusammenzufügen. Außerdem habe er nur seine eigenen Ideen miteingebracht und keine fremden Gedanken zugelassen, wobei er sich vorrangig von seinen Gefühlen habe leiten lassen. Durch das Münster habe Steinbach einen ewig währenden, gottgleichen Status erreicht, da Goethe ihm die gleiche Schöpfungskraft wie den Göttern zuspricht. Des Weiteren solle er mehr Seligkeit zu den Menschen bringen als Prometheus. Damit entspricht Steinbach Goethes Vorstellungen von einem Genie.
Nach Goethe ist in jedem Menschen eine bildende Natur, die deutlicher wirkt, je mehr man sich nach seinen Gefühlen richtet.
Um seine Vorstellungen von wahrer Kunst zu verdeutlichen, führt Goethe das Gegenteil auf. Als Beispiel hierfür nennt er die Franzosen und Italiener, die ihre architektonischen Meisterwerke an alte Formen anlehnen und diese somit nur nachahmen würden. Hierbei sei jedoch nicht immer von Nachahmung zu sprechen, vielmehr würden sie fremdes Gedankengut verwenden und es durch ihre Bearbeitung verderben. Sie seien nicht in der Lage, ewig Währendes zu schaffen, da sie sich nicht auf ihre Gefühle verlassen hätten und somit nicht die harmonisierende Wirkung des Münsters erreicht hätten. Bei der Schaffung ihrer Kunstwerke hätten sie sich an das gehalten, was andere von ihnen verlangt haben, und somit seien keine eigenen Erschaffungen entstanden. Da immer noch aus alten Prinzipien und Regeln beschlossen werde, was richtig sei, entstehe nichts Neues, sondern nur einfältige und patriarchalische Kunst. Da die bestehenden Regeln häufig gegen die Natur gerichtet seien, würden diese Prinzipien die Kunst und deren Erkenntnis behindern. Das bedeutet, die Menschen seien dadurch unfähig, die Wahrheit zu erkennen.
Für Goethe war diese durch die alte Regeln hervorgerufene Einförmigkeit unerträglich, und er glaubte, seine Seele werde durch sie unterdrückt.
Wahre Kunst äußere sich darin, dass, wie in der Natur, unzählige Einzelteile ein harmonisierendes Ganzes ergeben würden, wobei alles seinen Zweck habe und nichts nutzlos sei. Kunst entstehe aus willkürlichen Formen, da sie erst durch Empfindungen zu etwas Ganzem werde, und nur aus eigenen Ideen, ohne die nach Johann Gottfried Herder ungeliebten Einflüsse. Diese Form der Kunst sei die einzig Wahre. Goethe mag nichts Gekünsteltes, für ihn trifft dieser Zustand vor allem auf die Natur zu. Aus diesem Grund sollten die Menschen aufhören, die Dinge um sie herum (also die Natur) zu verschönern, da diese schon vollkommen seien.
Goethe sieht dort Schönheit, wo viele seiner Mitmenschen nur Unkultiviertheit („Rauheit“) sehen, daher sei er auch in der Lage das Münster dementsprechend zu würdigen, wo andere vielleicht nur Verständnislosigkeit aufbringen. Diese Schönheit entsteht durch Sinneseindrücke und ist nicht rational erklärbar. Kritiker des Münsters werden dazu aufgefordert, zu den Italienern oder Franzosen zu gehen und somit der „wahren Kunst“ den Rücken zuzuwenden.
Das Münster verdiene Anerkennung, und in Anbetracht dessen werde Goethe über die seiner Meinung nach fehlgeschlagenen Versuche Steinbachs hinwegsehen.
Aus diesen Gründen bringt Goethe dem Straßburger Münster und seinem Erbauer höchste Bewunderung entgegen.

## Erwin von Steinbach als Genie für Goethe
Im Sturm und Drang galt jemand als Genie, wenn er ein Leitbild menschlichen Verhaltens mit großer schöpferischer Geisteskraft war und nach den eigenen individuellen Werten, Normen, Plänen und Ideen handelte. Somit war ein Genie der Inbegriff menschlicher Selbstverwirklichung. Weiterhin war ein Genie jemand, der für die Zukunft oder Gegenwart etwas Wegweisendes vollbracht hat. Die Natur war ein wesentlicher Bestandteil genialen Handelns.
Viele dieser Merkmale lassen sich auch bei Steinbach wiederfinden.
Ein wesentliches Merkmal, an dem sich ein Genie festmachen lässt, ist die auch bei Steinbach zu findende Schöpfungskraft. Goethe spricht ihm sogar göttliche Schöpfungskraft zu („... gleiches Schicksal mit dem Baumeister, der Berge aufthürmte in den Wolken...“). Um die göttliche Schöpfungskraft zu verdeutlichen, verwendet Goethe häufig biblische Vergleiche, zum Beispiel, indem er Steinbachs Entwürfe zum Münster als „Babelgedanken“ bezeichnet. Auch das Münster selbst wird mit einem „hocherhabenen, weitverbreiteten Baume Gottes“ verglichen, um dessen Herrlichkeit zu betonen. Hinzu kommt, dass Goethe an Steinbach erklärt, was er sich unter Verselbstung vorstellt, denn Steinbach habe sein Meisterwerk nicht durch „fremde Flügel“ erschaffen, sondern seine eigene Idee sei in seiner Jugendseele entstanden und hätte sich in seinem Geist weiterentwickelt. Diese eigene Idee hätte niemals entstehen können, wenn er sich von Vorgaben hätte leiten lassen. Durch den Bau des Münsters blieb seine Eigenständigkeit jedoch erhalten.
Deutlich, dass Steinbach für Goethe ein Genie ist, wird auch an dem Vergleich mit Prometheus. Steinbach sei wie Goethes „Prometheus“, da auch er die gleiche Schöpfungskraft wie die Götter habe und somit kein Diener der Götter sei.
Zusammengefasst verkörpert Steinbach für Goethe ein Genie.

## „Wahre Kunst“ für Goethe
Für Goethe äußert sich wahre Kunst darin, dass der Schöpfer durch seine Individualität im Kunstwerk erkennbar ist, es handelt sich also um charakteristische Kunst. Dabei müsse der Künstler sich nach seinem Gefühl richten und nicht nach Plänen, alten Maßen und festen Vorgaben. Dadurch, dass der Künstler mehr Gefühle miteinbringt, zeigt das Kunstwerk lebendige Schönheit. Da die Kunst sich hauptsächlich nach der Natur richten sollte und in der Natur nichts unnötig ist, ist auch bei der „wahren Kunst“ nichts Unnötiges. Vielmehr harmonieren unzählige Einzelteile miteinander und ergeben durch die Empfindungen des Betrachters das Kunstwerk.
Individualität ist sehr wichtig. In der Architektur beispielsweise äußert sie sich durch freistehende Säulen. Dadurch, dass sie nicht eingemauert sind, symbolisieren sie auch, wie die Künstler seien sollten: frei von Prinzipien.

## Relevanz für die Epoche des Sturm und Drang
Dieser Text von Goethe ist für den Sturm und Drang insofern relevant, als Goethe anhand von Erwin von Steinbach und dem Straßburger Münster erklärt, was für ihn wahre Kunst ist und was er unter Genie versteht. Somit sind seine Ausführungen als Leitbild für die Gesellschaft zu verstehen.
Des Weiteren stellt Goethe einen Bezug zu Herder her, indem er schreibt, Kunst müsse eigenen Ideen entspringen. Diese Ideen, aber auch die Empfindungen des Betrachters sollen nicht von Abstraktionen und fremden Gedanken überlagert werden.
Typisch für Sturm und Drang ist auch, dass Begriffe wie „Seele“, „Empfindung“ und „Gefühl“ diesen Text prägen.